# Policarpo Bonilla
Policarpo Bonilla Vásquez (* 17. März 1858 in Tegucigalpa; † 11. September 1928 in New Orleans) war vom 22. Februar 1894 bis 1. Februar 1899 Präsident von Honduras.

## Leben
Seine Eltern waren Juana Vasquez und der Rechtsanwalt Inicencio Bonilla. Policarpo Bonilla erhielt am 17. März 1878 eine Zulassung als Anwalt vor Gericht. In der Regierung Dr. Marco Aurelio Soto (27. August 1876 – 9. Mai 1883) war Policarpo Bonilla im Staatsdienst. In der Regierung General Luis Bográn (30. November 1883–1830. November 1891) war Policarpo Bonilla Abgeordneter im Parlament und Gouverneur von Tegucigalpa. Am 31. Oktober 1890 gründete er die Zeitung El Bien Publico. Im November 1891 kandidierte Policarpo Bonilla für das Präsidentenamt, das dann Ponciano Leiva erhielt.
Am 27. November 1891, drei Tage vor dem Amtsantritt von Ponciano Leiva griffen unzufriedene Mitglieder der Partido Conservador von El Salvador aus Honduras an und besetzten La Ceiba und den Hafen von Trujillo. Der exilierte Manuel Bonilla von der Partido Conservador kam aus Guatemala, um die Führung zu übernehmen. Die Regierung schlug diesen Aufstand nieder.
Unterdessen machten Mitglieder der Partido Liberal de Honduras in Tegucigalpa einen Aufstand gegen Ponciano Leiva. Sie verbündeten sich mit Mitgliedern der Partido Liberal, die nach Nicaragua exiliert waren. Am 7. und 8. September gab es Kämpfe, in deren Verlauf es den Regierungstruppen gelang, die Truppen der Partido Liberal auf das Gebiet von Nicaragua zurückzudrängen. Im Februar 1893 war Policarpo Bonilla Mitgründer der Partido Liberal de Honduras. Am 9. Februar 1893 trat Ponciano Leiva zurück und Rosendo Agüero wurde Präsident. Rosendo Agüero konnte mit Policarpo Bonilla keine Übereinkunft finden.
Die Truppen der Partido Liberal trafen unter der Leitung von Policarpo Bonilla auf die Regierungstruppen bei Tatumbla in der Nähe von Tegucigalpa. Die Kämpfe dauerten 32 Tage. Am 26. März 1893 brachen die Truppen der Partido Liberal durch und marschierten auf Tegucigalpa zu.
Vom 28. März bis 2. April 1893 gab es einen weiteren nicht entscheidenden Kampf in der Nähe von Tegucigalpa. Schließlich kehrten die Truppen der Partido Liberal nach Nicaragua zurück.

## Präsidentschaft

### 1894 Schlacht bei Choluteca
Ende 1893 drohte der kurz vorher gewählte Domingo Vásquez, Zelaya, dass falls dieser nicht die honduranischen Mitglieder der Partido Liberal ausweisen würde, er Nicaragua den Krieg erklären würde. Zelaya bildete mit Policarpo Bonilla eine Allianz.
Policarpo Bonilla rief seine Regierung in Los Amates (Izabal) (heute in Guatemala) am 23. Dezember 1893 aus. Am 23. Dezember 1893 fiel Policarpo Bonilla an der Spitze der nicaraguanischen und honduranischen Truppen der Partido Liberal in Honduras ein. Vom 30. Dezember 1893 bis zum 3. Januar 1894 dauerte eine blutige Schlacht bei Choluteca. Nach der Schlacht wurde der gefangene Befehlshaber der Truppen der Partido Conservador hingerichtet. Präsident Vásquez kommandierte die honduranische Armee und griff die Truppen der Partido Liberal bei Choluteca vom 15. bis 17. Januar 1894 an und wurde zurückgeschlagen. Die Truppen der Partico Liberal belagerten Tegucigalpa vom 24. Januar bis zum 22. Februar 1894. Vásquez floh nach El Salvador und Policarpo wurde Präsident. Bei den Kämpfen starben etwa 700 Soldaten.
In den Monaten von Februar bis Mai 1893 unterstützte General Terencio Sierra den Kampf, welchen Policarpo Bonilla begonnen hatte. Terencio Sierra wurde zum Militärkommandanten des Hafens von Amapala ernannt.
1894 gab es Wahlen zu einer verfassungsgebenden Versammlung. 1894 wurde eine neue Verfassung beschlossen und Policarpo Bonilla trat am 1. Februar 1895 noch einmal das von ihm besetzte Präsidentenamt an. 1897 wurde Terencio Sierra zum Oberbefehlshaber ernannt, um die Regierung vor bewaffneten Aufständen zu schützen.
Policarpo Bonilla lud die Präsidenten von Nicaragua, El Salvador und Honduras zu einer Konferenz am 20. Juni 1895 nach Amapala ein, um die República mayor de Centro América (Republik Großzentralamerika) zu gründen. Als am 29. November 1898 in El Salvador José Rafael Gutiérrez von General Tomás Regalado gestürzt wurde, war die República mayor de Centro América Geschichte.

### 1896 honduranische Armee unterstütztPartido Liberalin Nicaragua
Am 13. April 1896 landete eine Truppe der Partido Conservador de Nicaragua unter der Leitung von Enrique Soto aus New York in Puerto Cortés und marschierte auf San Pedro Sula und Villa Nueva. Eine weitere Truppe der Partido Conservador operierte von El Salvador aus und besetzte Copán.
José Santos Zelaya (Partido Liberal) fragte in Honduras um Unterstützung an und  Policarpo Bonilla entsandte Truppen unter dem Kommando von Manuel Bonilla (Partido Conservador) und Miguel R. Dávila. Die Invasion von Puerto Cortés unter Coronel Enrique Soto, wurde von General Terencio Sierra niedergeschlagen
Das honduranische Heer hatte seinen Generalstab in Choluteca, von wo aus Somotillo, Villa Nueva, El Saude in Chinandega (Departamento) und schließlich Chinandega (Stadt) besetzt wurden. Chinandega wurde von den Truppen geplündert, anschließend kehrte das honduranische Heer zurück.

## Gesetzesreformen
Dr. Policarpo Bonilla reformierte das Privat-, Straf-, Handels-, Bergbau- und Verwaltungsrecht entsprechend dem Weltbild der Partido Liberal. Er regte die Entwicklung der wissenschaftlichen Literatur an. Er stellte bilaterale Kommissionen zur Grenzfestlegung mit den Nachbarstaaten auf und schloss mit Nicaragua, El Salvador und Guatemala Staatsverträge. Policarpo Bonilla gab zwei Brücken in Auftrag und ließ eine Anzahl von öffentlichen Gebäuden erweitern.

## Haft
Im Oktober 1898 wurde Terencio Sierra in einer Direktenwahl zum Präsidenten für die Amtszeit von 1899 bis 1903 gewählt.
Die New York Times berichtete über den US-Söldner Lee Christmas, der in Honduras von Manuel Bonilla angeworben wurde. Er wurde Direktor der Polizei von Tegucigalpa und Brigadegeneral der Armee. Er handelte als Gefängniswärter von Policarpo Bonilla und war sein Richter als dieser zahlreicher Vergehen angeklagt wurde. Policarpo wurde zu einer langjährigen Haftstrafe verurteilt und blieb bis Anfang 1906 im Gefängnis, danach ging er ins Exil nach El Salvador.
1919 war Policarpo Bonilla Delegierter der Siegermacht Honduras bei der Unterzeichnung des Friedensvertrages von Versailles.
Im September 1921 wurde Policarpo Bonilla, Präsident der República de Centroamérica einem Staatenbund, dem sich, auf Initiative von Rafael López Gutiérrez, Guatemala, El Salvador und Honduras angeschlossen hatten.